# 埃彭布伦
埃彭布伦是德国莱茵兰-普法尔茨州的一个市镇。总面积34.02平方公里，总人口1382人，其中男性672人，女性710人（2011年12月31日），人口密度41人/平方公里。